# Hypsiboas lanciformis
Hypsiboas lanciformis és una espècie de granota que viu a Bolívia, Brasil, Colòmbia, Equador, Perú i Veneçuela.